# 羅華改造統一書翰文
《羅華改造統一書翰文》，劉青雲著，陳大鑼校對、監印，由台南新樓書房於1925年2月發行。內文513頁。此書是教導撰寫漢文書翰文的指南用書，以白話字（書中稱「羅字」）與漢字（書中稱「華字」）並用之對照文寫成，另以白話字做白話註解，其語音為閩南語廈門話。
此書可見當時台灣語文的分層結構及多樣性，以漢字表記的漢文、羅馬字表記的漢字音讀、羅馬字撰寫的白話註解三者同時於書中並陳，且以廈門腔為閩南語之正音。其中，作為漢字音讀表記的羅馬字一律採文讀音，即便該語詞可能存在慣用白讀音的口語唸法，如「冬天」被標記為而非。

## 內容
此書以羅馬字為主，漢字為輔。按羅馬字之先後順序排列，將書翰文分為34類：問候（būn hō͘）、贈與（chēng ú）、招聘（chiau phèng）、招待（chiau thāi）、照會（chiàu hōe）、稱贊（chheng tsàn）、請願（chhéng goān）、請求（chhéng kiû）、推薦（chhui chiàn）、催告（chhui kò）、推卻（chhui khiok）、應諾（èng lo̍k）、返還（hoán hoân）、家書（ka su）、介紹（kài siāu）、感謝（kám siā）、廣告（kóng kò）、慶賀（khèng hō）、詰責（khiat chek）、勸誘（khoàn iú）、懇求（khún kiû）、女界（lú kài）、辯明（piān bêng）、謝絕（siā tsoa̍t）、謝罪（siā tsōe）、送別（sòng pia̍t）、貸借（tāi chek）、弔喪（tiàu song）、陳述（tîn su̍t）、忠告（tiong khok）、通知（thong ti）、註文（tsù bûn）、委託（úi thok）、慰問（ùi būn）等，共有428題文例。
至於附錄則有三種：同字音義差異、同字同義不同音、應對稱呼一覽表等。字音解說可參見附錄Ⅰ、Ⅱ；關于書信往來之敬稱謙稱樣式，可參考附錄Ⅲ。

## 販售细节
當時廣告以「本書特色，內容豐富，句解精確，古典詳明，新語載錄，組織嶄新，索引便利，獨習自在，一目瞭然；請看！學習漢文尺牘之最經濟法。」介紹此書。

## 參閲
- 三字經新纂白話註解
- 六百字編羅馬字註解
- 成語集
- 英台簡易會話

## 外部連結
- 羅華改造統一書翰文－台語文記憶 （页面存档备份，存于）